# Het Zandkasteel (kinderprogramma)
Het Zandkasteel is een kinderprogramma van de NTR, dat op NPO Zappelin en op Ketnet werd uitgezonden. Het programma speelt zich af op een strand aan zee in een zandkasteel. Het programma werd op 18 mei 2005 voor het eerst uitgezonden. Op 7 december 2009 is de originele serie stopgezet.
Sinds 2023-heden wordt het programma (alleen de 2013 serie) in de zomer herhaald op NPO Zappelin. De herhalingen op Ketnet werden al lang in 2017 stopgezet.

## Onderzoek
Het programma is gebaseerd op kennis en informatie uit onderzoeken naar het gedrag van peuters. Het onderzoek richtte zich op de vraag hoe peuters zich ontwikkelen. Daarnaast werd er rekening gehouden met de behoefte van professionals in de kinderopvang.

## Bewoners van het zandkasteel
Toto, Sassa en Koning Koos wonen samen met hun zeehondje Finnie in het zandkasteel. In en rond het zandkasteel beleven ze allerlei avonturen. Toto, Sassa en Koning Koos hebben rood haar en een grote neus. Bij het spelen valt een van hen altijd met de neus in het zand of op de grond. En als de neuzen kriebelen, dan moet alles wiebelen. Er komt dan een neuskriebeldans. Deze dans nodigt de peuter uit om zelf ook mee te dansen.
Het programma heeft een aantal vaste onderwerpen. Zo zijn er animaties, prentenboeken, filmpjes met en over kinderen en allerlei liedjes. In het programma gaan de hoofdrolspelers op een leuke, vriendelijke, ondersteunende manier met elkaar om. Toto en Sassa proberen alles zelf te doen, maar dat gaat uiteraard niet altijd goed. Maar als het ze lukt, dan zijn ze er trots op en krijgen ze meer zelfvertrouwen. Verder zijn ze zeer fantasievol en maken dan van alles een feest. Zelfs van samen eten en het naar bed gaan.

## Hoofdrolspelers

### Koning Koos
Koning Koos is de volwassene. Een echte kindervriend. Hij is er om Toto en Sassa te bemoedigen, te ondersteunen, verhaaltjes voor te lezen en dingen uit te leggen. Koning Koos geeft een gevoel van veiligheid.  Waar nodig biedt Koning Koos hun daarbij hulp, geeft troost en draagt oplossingen aan, maar pas wanneer het de peuters zelf niet lukt.

### Sassa
Sassa is een oudere peuter. Net als Koning Koos en Toto heeft ze rood haar. Wel heeft ze een iets donkerder huidskleur dan de andere twee hoofdrolspelers. In het begin was dat niet zo. In haar haar draagt ze graag speldjes en strikjes. En als Sassa geen strikjes of speldjes draagt, dan heeft haar pop, die sprekend op haar lijkt, wel een strikje of speldje in. Sassa wil alles graag 'zelf doen'. Ze heeft een sterke eigen wil en kan al heel goed praten. Als Sassa iets heeft gekregen of gevonden, deelt ze dat graag met haar jongere broertje Toto. Ze is echt Toto's grote zus: ze helpt, troost en bemoedert hem. Sassa is al zindelijk en is daar heel trots op.
In de afleveringen voor 2007 werd er voor Sassa een ander kostuum gebruikt dan in de latere afleveringen. Deze kostuum's huidskleur was eerst licht, daarna in 2007 veranderde dit naar bruin.

### Toto
Toto is een jongere peuter. Hij kan nog niet zo goed praten en is ook nog niet zindelijk. Toto geniet van veel bewegen: rennen, dansen en springen. Koning Koos en Sassa doen graag met hem mee en nodigen op die manier alle kijkende peuters uit om ook te dansen, springen, draaien en bewegen.
Toto is een echte onderzoeker. Alles wat nieuw is vindt hij mooi en interessant. Hij wil wél graag ook alles kunnen wat Sassa kan, wat niet altijd lukt. Koning Koos en Sassa moedigen hem dan aan maar weten hem ook op de juiste momenten te troosten. Toto speelt heel graag met zijn knuffel Zwiep, een octopus. Toto leeft in het hier en nu en houdt erg van samen zijn en samen dingen doen. In Het Zandkasteel is Toto de enige die de robot Toet kan verstaan.

### Finnie
Finnie  is een hondje dat op een zeehond lijkt. Finnie is lief en aanhankelijk en speelt maar wat graag met Koning Koos, Sassa en Toto. Zij zorgen heel goed voor Finnie.

### Pop
De knuffel van Sassa. Lijkt sprekend op Sassa.

### Zwiep
De knuffel van Toto. Oranje piratenoctopus.

### Toet
De robot die lijkt op een grote trom met toeters. Zoals zijn naam doet vermoeden spreekt hij in melodische toetergeluiden. In iedere aflevering vat Toet met afwisselende piepjes het onderwerp van de openingsscène samen, die alleen Toto kan verstaan. Steevast vragen Sassa of Koning Koos "Wat zeg je, Toet?" waarna Toto de vertaling geeft en ze gedrieën een liedje over het onderwerp van de aflevering zingen.

## Cast
- Koning Koos (kostuumspeler): Raymond Kurvers, Freerk Bos Stef de Reuver
- Sassa (kostuumspeler): Femke Krist
- Toto (kostuumspeler): Gwen Maduro en Hetty Feteris
- Koning Koos (stem): Marcel Jonker (zowel originele (2005-2009) en nieuwe serie (2013))
- Sassa (stem): Rosanne Thesing (originele serie, 2005-2009)) en Floor Paul (alleen 2013 serie)
- Toto (stem): Gwen Maduro (2005-2007) en Hetty Feteris (2007-2009. en ook de 2013 serie)
- Verteller: Janke Dekker (2005-2009)

## Nieuwe serie 2013
Vanaf juni 2013 was er een nieuwe serie van Het Zandkasteel te zien op televisie. Nieuw hierin zijn de gerestylede melodie, het verdwijnen van het personage Finnie, de introductie van nieuwe personages zoals Konijn en Konijntje en De Schipper en een afsluiting met het Vuurtorenlicht in plaats van Zwaaien op de Toren. Bewegen en gezond eten waren terugkerende thema's. Deze nieuwe serie was niet in Belgie te zien, alleen in Nederland.